# Tânia Spindler
Tânia Spindler, född 10 april 1977, är en friidrottare från Brasilien. Hon deltog vid olympiska sommarspelen 2008.